# 松平輝貞
松平 輝貞（まつだいら てるさだ）は、江戸時代中期の大名。側用人、老中格。大河内松平家の上野高崎藩主では初代。高崎藩系大河内松平家2代。

## 生涯
寛文5年（1665年）、武蔵川越藩主・松平輝綱の六男として誕生した。
延宝2年（1674年）に武綱と名乗り、天和2年（1682年）6月23日、元服と同時に輝貞と改名した。元禄4年（1691年）、輝綱の弟で常陸土浦藩主の松平信興（松平信綱の五男）の養子となり家督を相続した。当初、義父信興は甥の松平斐章（信綱の四男・信定の子）を養子としており、将軍御目見なども済ませていたが、元禄2年（1689年）に廃嫡した。なお、輝貞は斐章の弟である輝規をのちに養子としている。
家督相続以前より江戸幕府5代将軍・徳川綱吉の小姓、側衆として仕え、元禄7年（1694年）8月に側用人に登用された。重用された輝貞は幾度か加増を受け、最終的に上野高崎藩7万2000石を安堵される。
しかし、徳川家宣が6代将軍になると、家宣は綱吉側近を排除する政策を打ち出した。輝貞も側用人を免職され、宝永6年（1709年）1月、越後村上藩に事実上の左遷転封された。
ところが、のちに徳川吉宗が8代将軍になると、享保2年（1717年）に高崎に復帰し、同時に家格も溜詰格に昇格した。さらに享保15年（1730年）には老中格に任命された。これは経験と実務能力を評価されたとみられ、重用された上で老中格としての活動期間は長期にわたることとなる。
延享4年（1747年）に死去。墓地は東叡山明王院（東京都台東区）、のち平林寺に改葬された。

## 略歴
- 1665年（寛文5年）誕生
- 1688年（元禄元年）中奥小姓
- 1689年（元禄2年）側衆
- 1691年（元禄4年）摂津国・河内国内3万2000石相続
- 1692年（元禄5年）壬生に転封
- 1693年（元禄6年）側用人
- 1694年（元禄7年）1万石加増
- 1695年（元禄8年）1万石加増、高崎に転封（5月10日）
- 1701年（元禄14年）1万石加増
- 1704年（宝永1年）1万石加増。都合7万2000石（12月26日）
- 1709年（宝永6年）側用人免職
- 1710年（宝永7年）村上に転封
- 1717年（享保2年）再び高崎に転封
- 1730年（享保14年）老中格
- 1745年（延享2年）致仕隠居（12月11日）
- 1747年（延享4年）死去（享年83）

## 官歴
- 1689年（元禄2年）従五位下・右京亮
- 1694年（元禄7年）従四位下・右京大夫
- 1701年（元禄14年）侍従

## 系譜
父母
- 松平輝綱（実父）
- 龍泉院（実母） - 板倉重宗の十一女
- 松平信興（養父）

正室
- 市子 - 折井正辰の娘、柳沢吉保の養女

養子女
- 松平輝規 - 松平信定の十男
- 松平資訓継室 - 柳沢吉保の娘

## 登場作品
- 『元禄太平記』（1975年、NHK）演：池田秀一
- 『水戸黄門第7部』（1976年、TBS）演：高野眞二
- 『暴れん坊将軍』（1978年、テレビ朝日）演：北原将光
- 『水戸黄門第15部』（1985年、TBS）演：武内亨
- 『八代将軍吉宗』（1995年、NHK）演：谷村昌彦
- 『超高速!参勤交代』（2014年）演：石橋蓮司